# 이시이 도시야
이시이 도시야(일본어: 石井 俊也, 1978년 1월 19일 ~ )는 일본의 전 축구 선수이다.

## 구단 경력
과거 우라와 레즈, 베갈타 센다이, 교토 상가 FC, 로아소 구마모토, 후지에다 MYFC에서 활동하였다.

## 국가대표팀 경력
그는 1998년 아시안 게임에 참가할 일본 U-23 국가대표팀에 발탁되었다.